# Società Ginnastica Gallaratese 1941-1942
Questa voce raccoglie le informazioni riguardanti la Società Ginnastica Gallaratese nelle competizioni ufficiali della stagione 1941-1942.

## Rosa
| N. |                   | Ruolo | Calciatore            |
| -- | ----------------- | ----- | --------------------- |
|    | Italia (bandiera) | A     | U. Argentieri         |
|    | Italia (bandiera) | D     | Luigi Asnaghi         |
|    | Italia (bandiera) | C     | Mario Bergamaschi     |
|    | Italia (bandiera) | C     | Ermanno Bolchini      |
|    | Italia (bandiera) | D     | A. Brusa              |
|    | Italia (bandiera) | A     | Amedeo Cabiati        |
|    | Italia (bandiera) | A     | Franco Canavesi       |
|    | Italia (bandiera) | D     | Franco Cardani        |
|    | Italia (bandiera) | P     | Fernando Casirago     |
|    | Italia (bandiera) | A     | Antonio Checchi       |
|    | Italia (bandiera) | A     | Giuseppe Chierichetti |
|    | Italia (bandiera) | A     | V. Coerezza           |
|    | Italia (bandiera) | C     | Camillo Dusio         |
|    | Italia (bandiera) | C     | E. Filippini          |
|    | Italia (bandiera) | C     | L. Galli              |

| N. |                   | Ruolo | Calciatore         |
| -- | ----------------- | ----- | ------------------ |
|    | Italia (bandiera) | C     | Vittorio Ghirlanda |
|    | Italia (bandiera) | A     | Felice Guacci      |
|    | Italia (bandiera) | C     | Giuseppe Guenzani  |
|    | Italia (bandiera) | C     | Rino Lattuada      |
|    | Italia (bandiera) | C     | Mario Loetti       |
|    | Italia (bandiera) | D     | L. Mairani         |
|    | Italia (bandiera) | A     | I. Maroni          |
|    | Italia (bandiera) | C     | S. Minoli          |
|    | Italia (bandiera) | D     | Riccardo Moroni    |
|    | Italia (bandiera) | C     | Mario Provaglio    |
|    | Italia (bandiera) | A     | Alberigo Razzano   |
|    | Italia (bandiera) | D     | Angelo Rigamonti   |
|    | Italia (bandiera) | A     | Otello Subinaghi   |
|    | Italia (bandiera) | D     | Miro Tremolada     |
|    | Italia (bandiera) | P     | C. Zocchi          |